# Jampruca (gemeente)
Jampruca is een gemeente in de Braziliaanse deelstaat Minas Gerais. De gemeente telt 5.145 inwoners (schatting 2009).

## Aangrenzende gemeenten
De gemeente grenst aan Campanário, Frei Inocêncio, Governador Valadares, Itambacuri, Nova Módica en Pescador.